# Cecilia Margarita Sánchez García
Cecilia Margarita Sánchez García (Torreón, Coahuila; 23 de noviembre de 1959) es una política mexicana afiliada al Partido Revolucionario Institucional. Desde el 1 de septiembre de 2018 es senadora de la república en la LXIV Legislatura del Congreso de la Unión en representación del estado de Campeche.

## Primeros años
Cecilia Margarita Sánchez García nació el 23 de noviembre de 1959 el estado de Coahuila, México. Ha trabajado para la empresa paraestatal Petróleos Mexicanos (PEMEX) en la refinería de San Martín Texmelucan, Puebla, y en la subdirección del hospital de la petrolera en Tula, Hidalgo. Ejerció como secretaria del interior en la sección 47 del Sindicato de Trabajadores Petroleros de la República Mexicana (STPRM) de junio de 2006 a agosto de 2010 y como secretaria del trabajo de enero de 2013 a diciembre de 2015.

## Senadora de la república
En las elecciones federales de 2018 fue postulada por el partido Movimiento Regeneración Nacional como senadora de segunda fórmula por el estado de Campeche. Desde el 1 de septiembre de 2018 es senadora de la república en la LXIV Legislatura del Congreso de la Unión. Dentro del senado ocupa la posición de secretaria de la comisión de turismo.
El 25 de octubre de 2023 abandonó Morena para incorporarse como senadora del Partido Revolucionario Institucional (PRI).

## Controversias
Cecilia Margarita Sánchez García ha sido acusada de haber cobrado su sueldo en PEMEX sin haber asistido al trabajo durante 11 años, de 2006 a 2017, incluyendo el periodo en que ocupó cargos directivos dentro de la sección 47 del sindicato petrolero. Conductas dentro de la empresa paraestatal que ella misma le ha criticado a otros miembros del sindicato.
En octubre de 2018 fue reprendida en un mitin por Andrés Manuel López Obrador, en ese momento presidente electo de México, por su intención de ser líder del sindicato de petroleros en la sección 47, al mismo tiempo que ocupaba un escaño en el senado, declarando que «eso que estás haciendo no se hace, como funcionaria tu obligación es estar en el senado y no andar buscando otros cargos».